# Gaudenzia
Gaudenzia (* 1942 oder 1944 in Magliano in Toscana; † 1972 oder 1974) war ein italienisches Rennpferd, das mehrere Male im Palio di Siena gewann. Gaudenzias Aufstieg wurde von Marguerite Henry in dem Buch Der Sieger von Siena geschildert.

## Anfänge
Gaudenzia stammte aus der Maremma und war, zumindest laut der Darstellung Marguerite Henrys, die Tochter eines Arbeitspferdes und eines Araberhengstes namens Sanssouci, der einem Prinzen der Lombardei gehörte. Henry erzählt, dass der Besitzer des Hengstes sich von der Anpaarung ein anderes Ergebnis erhofft hatte als das zierliche und nervöse Fohlen und dem Bauern, der seine Stute hatte decken lassen, das Tier nicht abkaufte. Farfalla, wie das Fohlen genannt wurde, ging, so die Darstellung im Roman, als Karrenpferd durch mehrere Hände, ehe sie doch noch ihrer von dem Prinzen ursprünglich geplanten Bestimmung als Rennpferd zugeführt wurde.
Während Farfalla noch als Arbeitspferd genutzt wurde, wuchs in Monticello Amiata ihr späterer Trainer und Fantino Giorgio Terni heran. Dieser wurde von V. Ramalli aus der Contrada der Schnecke zunächst für kleinere Rennen auf dem Lande als Jockey angeheuert und im Frühjahr 1952 nach Siena berufen, um dort mehrere Pferde für das Juli-Palio zu trainieren.
Unterdessen wechselte Farfalla in Casalino ihren Besitzer: Der Rennstallbesitzer Busisi aus Siena kaufte die Stute und übergab sie in Siena an Dr. Giorgio Celli. Die erste Meldung der Stute zum Palio musste laut Marguerite Henrys Darstellung wegen einer Kolik zurückgezogen werden; im Augustpalio 1952 lief sie aber unter Giuseppe Gentili.

## 1953
1953 wurde Giorgio Terni durch den Kapitän der Contrada der Muschel (Nicchio) aufgefordert, im Palio am 2. Juli zu reiten. Zu diesem Palio wurde auch Farfalla zugelassen. Das Los teilte sie der Contrada des Waldes zu, während Nicchio ein Pferd namens Turbulento oder Turbolento erhielt. Schon bei den Proben wurde Farfalla, die in beiden Rennen 1953 von Ivan Magnani geritten wurde, laut Marguerite Henry durch einen Hufschlag verletzt, trat aber zu dem Rennen an, da die zugelosten Pferde nicht mehr ausgewechselt werden können. Giorgio Terni auf Turbulento stürzte; das Rennen gewann das Team der Contrada der Schildkröte (Tartuca). Das Augustpalio 1953 bestritt Terni für die Contrada der Panther; Sieger wurde das Team des Waldes. Da Ramalli seinen Stall im Herbst auflöste, war Terni nun ohne Aufgabe in Siena. Der Polizeichef Giachetti, Farfallas neuer Besitzer, heuerte ihn an, die verletzte Stute wieder vorsichtig zu trainieren, und Terni nahm das Tier, das nun in Gaudenzia umbenannt wurde, in seinen Heimatort mit und arbeitete dort mit ihm. Am 15. Mai 1954 gewann er laut Henry mit Gaudenzia ein Rennen auf gerader Strecke in Casole d’Elsa.

## 1954
1954 wurde Gaudenzia wieder zum Palio zugelassen. Sie wurde der Contrada der Welle (Onda) zugelost, deren Anführer, General Barbarulli, Giorgio Terni als Fantino verpflichtete. Beim 536. Palio di Siena siegte Gaudenzia unter Terni. Giorgio Terni erhielt daraufhin den Spitznamen „Vittorino“. Im August-Palio 1954 ritt Giorgio Terni wiederum für die Contrada der Muschel. Bei der Auslosung war ihm die Stute Rosella zugefallen, während Gaudenzia für die Contrada der Giraffe startete. Gaudenzia warf bei diesem Rennen ihren Fantino Mario oder Marino Lupi ab und überholte Rosella, die in Führung lag, im letzten Moment. Da sie ihre Spennachiera, das Zeichen ihrer Contrada, nicht verloren hatte, galt sie als Siegerin in diesem Rennen. Im Herbst 1954 wurde zu Ehren des Marianischen Jahres ein außerordentliches drittes Palio abgehalten. Auch in diesem Rennen siegte Gaudenzia, nun wieder geritten von Giorgio Terni. Eine solche Siegesserie in drei aufeinander folgenden Rennen hatte es beim Palio di Siena bis zu diesem Zeitpunkt noch nie gegeben.

## 1955 und die folgenden Jahre
1955 nahm Gaudenzia unter Giuseppe Gentili am Augustrennen teil und 1956 unter Primo Arzilli beim Julirennen, beide Male erfolglos. Doch im Augustpalio 1956 gewann Gaudenzia ihr viertes Palio di Siena, diesmal unter Francesco Cuttoni. 1957 wurde sie im Julirennen von Umberto Castiglionesi und im Augustrennen von Ivan Magnani geritten und siegte nicht. 1958 trat sie unter Terni nur zum Augustrennen an, siegte aber auch in diesem Rennen nicht mehr. 1959 trat sie in beiden Rennen an, einmal unter Giuseppe Vischetti und einmal unter Donato Tamburelli, 1960 lief sie im Juli ihr letztes Palio. Der Fantino war Lazzero Beligni, der während des Rennens vom Pferd fiel.
In den 1960er Jahren kamen die robusten Maremma-Pferde für das Palio aus der Mode und wurden mehr und mehr durch Tiere aus Sardinien verdrängt; eines der ersten dieser Pferde, das beim Palio erfolgreich war, war die Stute Uberta, die 1960 und 1961 alle Rennen gewann, zweimal unter Giorgio Terni.
Gaudenzia lebte später auf dem Besitz von Benito Giachetti in den Hügeln von Celsa (Gemeinde Sovicille) und erreichte ein Alter von 30 Jahren. Giorgio Terni, der in 22 Rennen siebenmal siegte, musste nach einem Unfall seine Fantino-Laufbahn aufgeben.